# 马拉诺拉古纳雷
马拉诺拉古纳雷（義大利語：Marano Lagunare），是意大利弗留利-威尼斯朱利亚大区乌迪内省的一个市镇。总面积90.26平方公里，人口1987人，人口密度22.0人/平方公里（2009年）。ISTAT代码为030056。